# Ahmed Jaouadi
Ahmed Jaouadi (arabiska: أحمد الجوادي), född 30 maj 2005, är en tunisisk simmare.

## Karriär
Vid afrikanska mästerskapen 2022 i Tunis tog Jaouadi guld på både 400 och 1 500 meter frisim, silver på 800 meter frisim och 4×200 meter frisim samt brons på 200 meter frisim. Vid VM 2024 i Doha slutade han på 25:e plats på 400 meter frisim. Vid olympiska sommarspelen 2024 i Paris slutade Jaouadi på fjärde plats på 800 meter frisim, sjätte plats på 1 500 meter frisim samt blev utslagen i försöksheatet på 400 meter frisim.
Vid kortbane-VM 2024 i Budapest tog Jaouadi guld på 1 500 meter frisim, brons på 800 meter frisim samt slutade på sjunde plats på 400 meter frisim. Vid VM 2025 i Singapore tog han guld på både 800 och 1 500 meter frisim.